# YooHoo y sus amigos (serie de televisión de 2012)
YooHoo y sus amigos es una serie de televisión de dibujos animados estadounidense creado por David Feiss. La serie basado en la serie surcoreana del mismo nombre. En la serie, el grupo de YooHoo está formado por cinco empresarios que, al igual que él, tenían el plan de destruir el mundo cuando fueron convertidos en animales por Father Time, cuyo único objetivo es resolver los problemas de contaminación, y recoger gemas. En Latinoamérica, la serie se emitió en Cartoon Network en el 8 de enero de 2012 sobre el bloque Movimiento Cartoon, y Boomerang también.

## Personajes
- YooHoo: Es el líder del grupo, el principal de la serie en muchos aspectos, aun eso no es muy brillante.
- Chewoo: Ella se describe como la animadora, y mantener a su papel, ella es inmadura, hiperactiva, impulsiva y habla en un tono de voz extremadamente alta y siempre esta feliz.
- Pammee: Ella se describe como una princesa, debido a su naturaleza tímida, femenina. Ella es la más empática del equipo y es capaz de oír cosas que sus amigos no puede (debido a sus enormes orejas).
- Roodee: Él es el cerebro del equipo capaz de construir invenciones complejas a partir de ramas y hojas y es el único que sabe leer. Ha sostiene un antagonismo persistente y consistente con Lemmee discute con él.
- Lemmee: Él es el personaje más malo de la pandilla, es el único de los ejecutivos que al ser transformado en animal, su comportamiento no cambió, siempre está enojado por todo.
- Los Pookees: Son un trío de suricatos que intentan robar las gemas de los deseos para pedir también un deseo, ellos son Pookee 1, Pookee 2, y Pookee 3
- Sloh: Es un poco viejito y poco anciano animal De un árbol parecido con las frutas luminosas.